# Franz Merjay
François Merjay, appelé "Franz" Merjay, né le 14 juin 1852 à Saint-Josse-ten-Noode et exécuté par les Allemands le 11 mai 1917 à Charleroi, est un héros national belge de la Première Guerre mondiale qui mit sur pied un réseau de renseignement.

## Éléments biographiques
Franz Merjay, fils du général Jean-Baptiste Merjay, est le père de neuf enfants. Trois de ses fils combattront sur le front tandis que les deux autres et deux de ses filles s'investiront dans le renseignement. Le 11 janvier 1917, il est arrêté à son domicile, rue de la Culture à Ixelles. Il est condamné à mort, le 14 avril 1917. Aux allemands qui lui demandent s'il ne regrette rien, il répond: « Non, répond-il, j’étais trop vieux pour servir ma Patrie au front à côté de mes fils ; j’ai employé ma vieillesse à la servir en Belgique et je ne le regrette pas. Si c’était à refaire, je recommencerais! ». Il est exécuté à Charleroi, le 11 mai 1917 à l'âge de 65 ans. « Cet homme avait trop de courage, on n'aurait pas du le fusiller » s'écrie l'un des soldats du peloton d'exécution. Franz Merjay s'était en effet placé seul, refusant le bandeau, face à ses bourreaux qui firent feu à 6h10 du matin. L’aumônier confiera: « C'est inhumain, je n'ai jamais vu pareille attitude ».
Durant l'affaire Merjay, 46 accusés furent arrêtés, 19 furent condamnés à mort (la sentence fut appliquée pour 6 d'entre eux), et 13 furent graciés. Franz Merjay fut défendu par son avocat : Louis Braffort.
Le 13 juillet 1919, sa dépouille est transférée à Ixelles pour une cérémonie funéraire lui rendant les honneurs nationaux.

## Reconnaissances
- Une rue lui est dédiée à Ixelles et à Uccle.

## Documentaire
- Mariane Sluszny (auteur), Joseph Claes (co-auteur), Michel Mees (réalisateur) "14-18 : L'Histoire belge", série documentaire, Belgique, 2013, 90 min.